# Oxymachaeris niveocervina
Oxymachaeris niveocervina är en fjärilsart som beskrevs av Walsingham 1891. Oxymachaeris niveocervina ingår i släktet Oxymachaeris och familjen äkta malar. Inga underarter finns listade i Catalogue of Life.